# Південна ТЕЦ
Південна ТЕЦ (рос. «Южная ТЭЦ-22») — підприємство енергетики Санкт-Петербурга, яке входить у ВАТ «ТГК-1». Введена в експлуатацію 8 лютого 1978 року.
Теплоелектроцентраль розташована за адресою: вул. Софійська, буд. 96.
Встановлена електрична потужність — 800,0 МВт, теплова потужність — 2250,0 Гкал/год. Це найбільша електростанція з 55, які входять в структуру ВАТ «ТГК-1». Забезпечує тепловою енергією промислові підприємства, житлові та громадські будівлі південної частини міста, зокрема перспективні зони Купчино і Рибацьке. Першотравнева і Південна ТЕЦ входять до списку пріоритетних проектів інвестиційної програми ТГК-1 на 2006—2015 роки з обсягом фінансування близько 130 млрд рублів.

## Перспективи
На ТЕЦ передбачається побудувати четвертий [недоступне посилання з липня 2019] енергоблок, призначений для централізованого тепло- і електропостачання споживачів Петербурга. Вартість контракту на будівництво «під ключ» 12,9 млрд рублів.

## Ресурси Інтернету
- Южная ТЭЦ(рос.)